# Армани, Винченца
Винченца Армани (итал. Vincenza Armani; ок. 1530, Венеция — 11 сентября 1569) — итальянская актриса

, певица, поэтесса, музыкант, кружевница и скульптор. Одна из самых известных итальянских актрис XVI века, известная как «божественная Винченца Армани».

## Биография

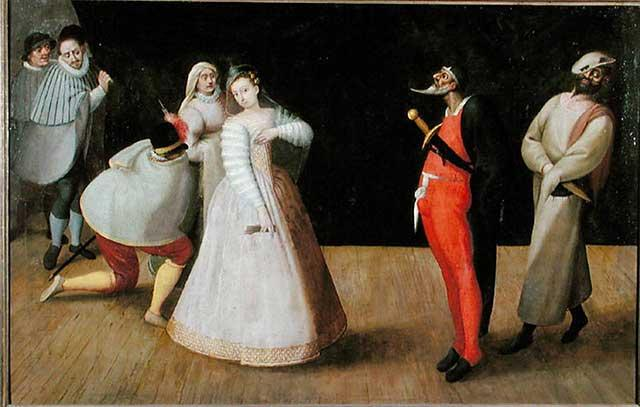
Иероним Франкен Старший. Выступление актёрской труппы Джелози. Ок. 1590

Впервые упоминается в 1565 году, когда исполнила мужскую партию в труппе «Комедия дель арте» актёра-менеджера Дзанни Ганассы в Мантуе. Позже В. Армани стала примадонной знаменитой труппы dell’arte Gelosi Flaminio Scala. Творчество её тесно связано с актёрской труппой Джелози (Gelosi — ревностные, ревнители), самой крупной и представительной из ранних трупп комедии дель арте.
Одновременно с выступлениями на театральной сцене занималась созданием музыки, поэзией и пением, плела кружева, создавала скульптуры из воска.
В. Армани — первая известная и хорошо задокументированная итальянская актриса в commedia dell’arte и одна из первых известных итальянских примадонн.
Обращала на себя внимание искренностью и естественностью на сцене, способностью к вживаться в роль. «Она бледнела при каком-либо неприятном известии, но румянец вновь возвращался на её лицо при благоприятном повороте событий». Изображая робость, она приспосабливала голос к этому душевному состоянию и точно так же поступала, изображая пылкость, отчего заставляла и наши сердца биться то робко, то горячо; в гневе или диалоге с недругами, она сопровождала слова жестами, столь подходящими к предмету столкновения, что одним жестом могла выразить больше, чем иные словами. Если по ходу действия ей случалось оплакивать погибшего возлюбленного или родича, она находила столь горестные слова и позы, что всякий был вынужден признать в них подлинную скорбь, даже достоверно зная, что её слезы притворны.
Большой естественности достигала Винченца и в пантомиме. В роли Нимфы «она демонстрировала, как сгорает от палящей жажды, н внушала зрителям ту же охоту попить и отдохнуть у прохладного источника; когда она вытягивала губы, чтобы прикоснуться к хрустальной влаге, зрители невольно наклоняли головы, повторяя её движение, как будто становились тенью, отбрасываемой её телом».
Винченца Армани создавала тип благородной Влюбленной (Любовницы), высокой духом девушки, пылкой от природы, но целомудренной, умеющей обуздать порывы и своих, и чужих страстей.
Армани обладала и патетикой, и героикой, и горделивостью. Её Влюбленные были героинями, повелительницами и в то же время нежными девушками.
Винченца Армани умерла в 1568 году при трагических и неясных обстоятельствах, по-видимому она была отравлена. Предполагаемые отравители и причины расправы с актрисой не уточнены, возможно, бывшим любовником. Предполагается не только ревность, но ещё и зависть к таланту. Как говорит легенда, Винченца Арманн была актрисой «до кончиков ногтей».
Она ушла из жизни, как со сцены, со стихотворной трагической репликой на устах: «Прости! Прощай навек, я умираю!» — шепнула она возлюбленному, оставшись примадонной и на ложе смерти. После гибели своей прекрасной подруги Адриано Валерини, актёр той же труппы, оставил некролог, содержащий не только скорбные стенания, но и подробный профессиональный анализ искусства партнерши. Из его «Орационе» (поминального слова, моления) возникает образ умной, учёной женщины с широким интеллектуальным кругозором:

«В учёности она равнялась с мужами, знала латинский язык, изъяснялась на нём, как на живом, писала без малейших ошибок, ибо глубоко изучила грамматику. Она постигла риторику, поэзию, сочиняла стихи и музыку»
В числе способностей Винченцы представлен также талант шить, вышивать и отливать восковые фигуры.
Мнение Валерини об учёности Винченцы засвидетельствовано и Гарцони, который называет её «учёнейшей Винченцей, красноречием подобной Цицерону». Он же подтверждает её талант скульптора.